# Nacionalidad nigeriana

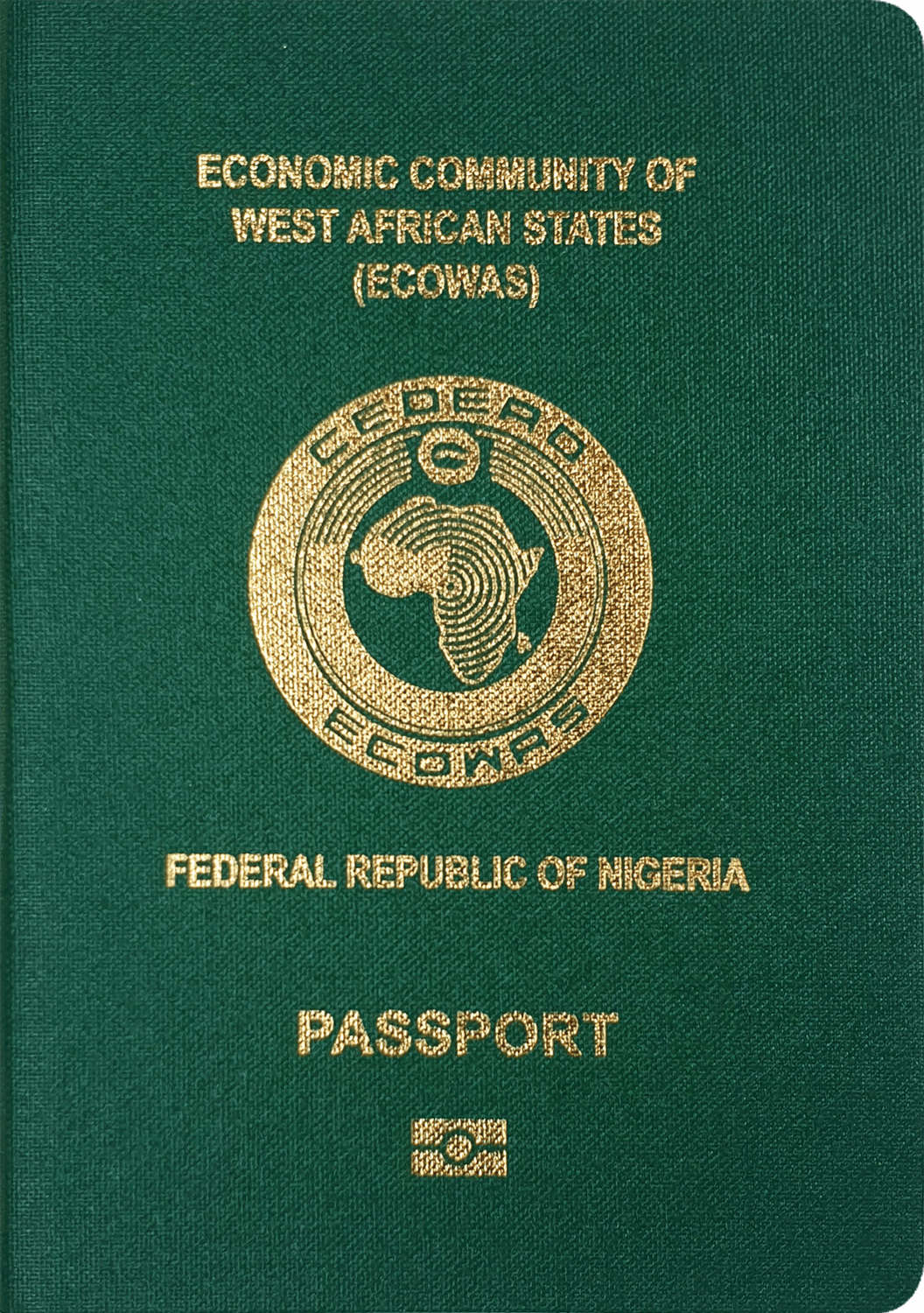
Pasaporte biométrico nigeriano

La nacionalidad o ciudadanía nigeriana es el vínculo jurídico que liga a una persona física con la República Federal de Nigeria y que le atribuye la condición de ciudadano. La ley de esta nacionalidad se basa en el concepto jurídico de ius sanguinis (derecho de sangre).

## Adquisición

### Por nacimiento
El nacimiento dentro del territorio nigeriano no confiere automáticamente la ciudadanía.
Una persona es considerada ciudadana de Nigeria por nacimiento si cumple con alguna de las siguientes tres condiciones:
- Nació en Nigeria antes o en la fecha de independencia (1 de octubre de 1960), y al menos uno de sus padres o abuelos pertenece a alguna comunidad indígena nigeriana (hausa, yoruba, igbo, ibibio, efik, etc.). También es un requisito de la ley que antes de que una persona nacida en Nigeria antes de la independencia pueda convertirse en ciudadana nigeriana, cualquiera de sus padres o abuelos haya nacido en Nigeria.
- Nació en Nigeria después de la fecha de independencia (1 de octubre de 1960), y al menos uno de sus padres o abuelos es ciudadano nigeriano.
- Nació fuera de Nigeria y al menos uno de sus padres es ciudadano nigeriano.

### Por registro
Una persona a la que se aplican las siguientes disposiciones, puede registrarse como ciudadana de Nigeria si el presidente está convencido de que:
- Es una persona de buen carácter;
- Ha demostrado una clara intención de estar domiciliada en Nigeria;
- Ha prestado un juramento de lealtad a las leyes, estatutos, etc. de Nigeria; y
- En caso de tener una ciudadanía que no haya sido adquirida por nacimiento (por ejemplo, por naturalización), ha renunciado a ella.[3]

Dichas disposiciones se aplican a:
- Una mujer que esté o haya estado casada con un ciudadano nigeriano; o
- Una persona de plena edad [nota 1] y capacidad nacida en el extranjero, que tenga al menos un abuelo nigeriano.

Un niño extranjero adoptado por padres nigerianos también puede adquirir la nacionalidad por registro.

### Por naturalización
Cualquier persona no nigeriana que esté calificada de acuerdo con las siguientes disposiciones, puede obtener la ciudadanía por naturalización si el presidente considera que:
- Es una persona de plena edad (de 18 años o más) y capacidad;
- Es de buen carácter;
- Ha demostrado una clara intención de estar domiciliada en Nigeria;
- Es (según la opinión del gobernador del estado en el que se encuentra o se propone ser residente)  aceptable para la comunidad local en la que va a vivir de forma permanente, y ha sido asimilada a la forma de vida de dicha comunidad;
- Es una persona que ha realizado o es capaz de realizar una contribución útil al avance, progreso y bienestar de Nigeria;
- Ha prestado  un juramento de lealtad a las leyes, estatutos, etc. de Nigeria;
- En caso de tener una ciudadanía que no haya sido adquirida por nacimiento (por ejemplo, por naturalización), ha renunciado a ella;[3] y
- La persona, inmediatamente antes de la fecha de solicitud:

1. Residió en Nigeria por un período continuo de quince años; o
2. Residió en Nigeria continuamente por un período de doce meses, y durante el período de veinte años inmediatamente anterior a esos doce meses, ha residido en el país por períodos que suman en total no menos de quince años.

## Pérdida de la ciudadanía

### Voluntaria
La renuncia voluntaria a la nacionalidad nigeriana por parte de una persona mayor de edad está permitida por la ley. Sin embargo, el presidente puede rechazar la declaración de renuncia si:
- La misma se realiza durante cualquier guerra en la que Nigeria esté físicamente involucrada; o
- En su opinión, es contraria a la política pública.

### Involuntaria
La ciudadanía nigeriana se pierde automáticamente en los siguientes casos:
- Un ciudadano nigeriano por registro o naturalización que adquiere o retiene la ciudadanía de un país del cual no es ciudadano de nacimiento.
- Un ciudadano naturalizado que, dentro de un período de siete años después de haber adquirido la ciudadanía, es condenado a prisión por tres años o más.
- Un ciudadano registrado o naturalizado que haya sido condenado por haberse mostrado (por acto o discurso) desleal hacia la República Federal de Nigeria.

## Doble nacionalidad
Nigeria solo permite la doble ciudadanía a las personas que:
- Tienen un padre o madre nigeriano/a (el lugar de nacimiento es indiferente);
- Nacieron en Nigeria después del 1 de octubre de 1960 y tienen al menos un padre o abuelo nigeriano; u
- Obtuvieron la nacionalidad nigeriana por registro o naturalización, siempre y cuando la otra nacionalidad haya sido adquirida por nacimiento.

A los ciudadanos nigerianos por nacimiento que posean otra nacionalidad, también se les permite ocupar cargos públicos en el país.

## Ciudadanía de la Mancomunidad de Naciones
Los nacionales nigerianos también son ciudadanos de la Mancomunidad de Naciones (en inglés, Commonwealth of Nations). Los derechos de los ciudadanos de dicha organización difieren según el país. Cada Estado miembro tiene una legislación separada que especifica qué derechos, si los hay, se les otorgan. 
Todos los ciudadanos de la Commonwealth pueden recibir asistencia consular de las embajadas y consulados británicos en naciones extranjeras no pertenecientes a la organización, donde sus países de origen no han establecido puestos diplomáticos o consulares. También son elegibles para solicitar pasaportes de emergencia británicos si sus documentos de viaje se han perdido o han sido robados y sus gobiernos nacionales les han dado permiso.
Cuando residen en el Reino Unido, los ciudadanos de la Mancomunidad de Naciones generalmente están exentos de registrarse en la policía local, pueden ser empleados en puestos no reservados del Servicio Civil, y son elegibles para alistarse en las Fuerzas Armadas británicas.

## Requisitos de visado

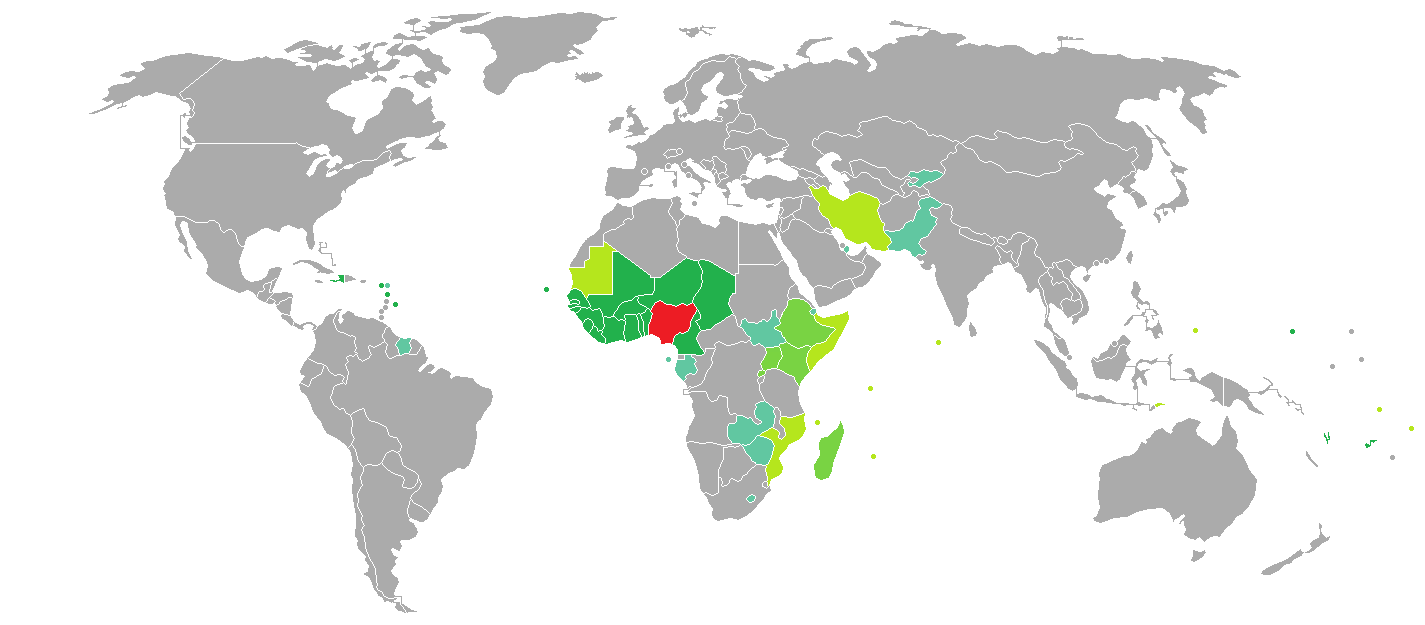
Nigeria
No se requiere visa
Visa a la llegada
Visa electrónica
Visa disponible tanto a la llegada como en línea
Se requiere visa antes de la llegada

Los requisitos de visado para ciudadanos nigerianos son las restricciones administrativas de entrada por parte de las autoridades de otros Estados a los ciudadanos de Nigeria. En 2023, los ciudadanos nigerianos tenían acceso sin visado o visa a la llegada a 44 países y territorios, clasificando al pasaporte nigeriano en el 95.º lugar del mundo, según el Índice de restricciones de Visa.